# Moulin Girard
Le grand moulin de Montluel dit moulin Girard est un moulin situé à Montluel, dans le département de l'Ain, en France.
Le moulin qui l'a précédé, sur le même emplacement (probablement depuis le Moyen Âge) était connu sous la dénomination moulin Gerbais.

## Présentation
Ce moulin à eau était sur un canal (dérivation de la Sereine) dont le tracé datait du XIIIe siècle. Ce moulin destiné à produire de la farine de blé est resté en activité jusqu'à l'après-guerre pour être complètement désaffecté dans les années 1950.
La reconstruction du moulin a débuté en 1845 ; elle a été basée sur une architecture qui confère au moulin un grand intérêt : tous les bâtiments sont regroupés autour d'une cour.

## Protection
Le moulin, tous ses bâtiments, le bief, la roue (dont la turbine et l'engrenage) et le terrain entourant le monument font l’objet d’un classement au titre des monuments historiques depuis le 6 novembre 2009. Le 16 avril 2012, cette inscription est annulée par jugement du tribunal administratif de Lyon.